# Museum für jüdische Geschichte und Kultur der Bukowina
Das Museum für jüdische Geschichte und Kultur der Bukowina (ukrainisch Чернівецький музей історії та культури євреїв Буковини) befindet sich in Czernowitz, Hauptstadt der Oblast Tscherniwzi und die traditionelle Hauptstadt der Bukowina im Karpatenvorland. Es wurde im ehemaligen Jüdischen Nationalhaus, das 1908 im damaligen Österreich-Ungarn erbaut wurde, eingerichtet.

## Jüdische Geschichte in der Bukowina
Das Museum schreibt auf seiner Homepage:

„Hier in der Bukowina war kein Ansiedlungsrayon. Hier erlangten die Juden wirkliche Gleichbereichtigung mit anderen Völkern. Hier herrschte eine nicht nur für jene Jahre seltene Atmosphäre der Toleranz, gegenseitigem Respekt und Zusammenarbeit. Hier blühte die jüdische Kultur, wirkte sich auf andere Kulturen aus und wurde von ihnen beeinflusst. Hier gab es ein lebendiges und buntes religiöses Leben und ein nicht weniger buntes und interessantes weltliches Leben.“

1774 wurde Czernowitz wie die gesamte Bukowina von Österreich besetzt und 1775 offiziell Teil der Habsburgermonarchie. In dieser vorerst zum Königreich Galizien und Lodomerien gehörig, hatte die Stadt 1816 5.400 Einwohner. 1849 wurde das Herzogtum Bukowina als eigenes Kronland mit der Landeshauptstadt Czernowitz konstituiert, 1861 ein Landtag konstituiert. In der 1867 gebildeten Doppelmonarchie Österreich-Ungarn gehörte das Land bis 1918 zu „den im Reichsrat vertretenen Königreichen und Ländern“ (Cisleithanien) mit deren gemeinsamer k.k. Regierung in Wien.
Nach dem Ersten Weltkrieg kam die Bukowina zu Rumänien (siehe Bukowina und Geschichte Rumäniens).
Im Zuge des Krieges gegen die Sowjetunion (ab Juni 1941) besetzte die Wehrmacht die Gegend; ein Großteil der dort lebenden Juden wurde im Holocaust an Ort und Stelle umgebracht oder nach Transnistrien deportiert.
Im Frühling 1944 eroberten Truppen der Roten Armee die Ukraine (siehe Dnepr-Karpaten-Operation, Schlacht um die Krim). Zuvor hatten die Heeresgruppen Nord- und Südukraine die Ukraine einschließlich der Halbinsel Krim besetzt. Die im Juni 1944 beginnende Operation Bagration führte zum vollständigen Zusammenbruch der Heeresgruppe Mitte und dem Verlust von 28 Divisionen der Wehrmacht; es wurde deutlich, dass die Wehrmacht die Lage an der Ostfront nicht mehr würde wenden können.
Während der Zeit des Ostblocks (1945–1990) war Antisemitismus weit verbreitet.
Atheismus war Bestandteil der marxistisch-leninistischen Staatsdoktrin; Religionsausübung wurde vielerorts politisch bekämpft.
Nach dem Zerfall der Sowjetunion und des Ostblocks und dem Verschwinden des Eisernen Vorhangs emigrierte in den 1990er Jahren ein wesentlicher Teil der Bukowiner Juden. 

## Museum
Das Museum konzentriert sich auf die Zeitperiode 1774 bis zum Zweiten Weltkrieg.
Die Dauerausstellung befindet sich auf 53 m² in zwei Sälen im Erdgeschoss des ehemaligen Jüdischen Nationalhauses.
Sammelobjekte des Museums sind Judaica, Dokumente, Publikationen, Werkzeuge und Instrumente verschiedener Berufe, Alltagsgegenstände und Kunstgegenstände.
Darunter sind auch zahlreiche Audio-, Foto- und Videomaterialien.
Es gibt Wechselausstellungen.